# Tennessee Thomas
Tennessee Jane Bunny Thomas (ur. 17 grudnia 1984 w Londynie) – brytyjska perkusistka oraz aktorka. Była współzałożycielką oraz perkusistką amerykańskiego zespołu The Like.
Jest córką Pete'a Thomasa, perkusisty Elvis Costello and the Attractions. Wcieliła się w postać Lynette Guycott w wydanym w 2010 roku filmie Scott Pilgrim kontra świat, opartym na serii komiksów o Scocie Pilgrimie.